# 日本ACLS協会
特定非営利活動法人日本ACLS協会（とくていひえいりかつどうほうじん にほんえーしーえるえすきようかい）は、世界中に3千余、日本国内に9つあるアメリカ心臓協会(AHA)の国際トレーニングセンター（International training Center：ITC）のひとつとして救急講習を日本国内で行っているNPO法人。
日本に医療従事者を対象とした救命処置プログラムを取り入れた草分け的存在で、全国に心肺蘇生講習の活動拠点(日本ACLS協会トレーニングサイト)をもち、主に医療従事者を対象とした教育プログラムにより、地域の救命率向上に精力的に取り組んでいる。

## 日本ACLS協会が提供する心肺蘇生教育プログラム
日本ACLS協会は、アメリカに母体をおく学術団体であるAmerican Heart Association (AHA・アメリカ心臓協会)との契約により、アメリカ心臓協会が開発した心肺蘇生教育プログラムを日本国内で提供している。
日本ACLS協会を含め、AHA提携組織（国際トレーニングセンター）が開催するAHAコースを修了すると、AHA公認の修了カードが発行され、これはアメリカをはじめとする世界各国で通用する技術認定として評価される。アメリカ国内では、医療職をはじめとし、労働法によりこうした心肺蘇生技術認定カードを持っていないと就けない職業が多く存在し、その法的な用件にのっとり、いくつものコース設定がなされている。
数あるAHA公式コースの中から、日本ACLS協会では次のコースを定期開催している。
1．ハートセイバーAED (Heartsaver AED)
医療従事者ではないが、職業上、必要とあれば蘇生行為を行うことが求められる人向けのコース。日本では市民向けと説明されることがあるが、正確ではない。
2．BLSヘルスケアプロバイダー (BLS for Healthcare Provider)
主に医療従事者を想定した高度な心肺蘇生法を学ぶコース。二人で行う心肺蘇生法、バッグバルブマスクを使った人工呼吸法などを含む。受講のための資格制限等はない。
しばしばヘルスケアプロバイダーという言葉を医療従事者と翻訳することで誤解を生んできたが、ヘルスケアプロバイダーとは医療有資格者のみを指す言葉ではない。ライフセイバーや山岳救助隊員、救護所ボランティアなどもヘルスケアプロバイダーと言えるだろう。
立場上、高度な心肺蘇生技術を身につける必要性を感じる市民、もしくは興味がある人は誰でも受講できる。
3．ACLSプロバイダー (ACLS Provider)
日本語では、二次救命処置提供者と訳される。ハートセイバーAEDとヘルスケアプロバイダーコースは、主に現場で行われる一次救命処置プログラムであるが、ACLSプロバイダーコースでは、病院内で行われる医療処置を伴った高度な心肺蘇生法を学ぶ。薬剤投与や気管挿管、AED以外の手動式除細動器によるより効果的な電気ショック法などをトレーニングしていく。近年、循環器専門医認定を取るためには、AHAのACLSプロバイダー資格が必須となった。
4．PALSプロバイダー (PALS Provider)
日本語では、小児二次救命処置提供者と訳される。PALSプロバイダーコースでは、病院内で行われる小児に対する医療処置を伴った高度な心肺蘇生法を学ぶ。薬剤投与や気管挿管、AED以外の手動式除細動器によるより効果的な電気ショック法などをトレーニングしていく。
近年小児科学会専門医の単位として認定されるようになった。

## 有償教育プログラム
NPO法人日本ACLS協会は、NPO活動として有償でこれらのコースを提供している。それ自体は問題ないが、講師であるインストラクターにも報酬が支払われており、インストラクターが公立病院の医師、看護師、または消防職員である場合は公務員であるため、兼業届を提出したり、報酬を受け取らないなど対応をしている。
アメリカでは、アメリカ心臓協会と業務提携したトレーニングセンターは営利組織として活動することが多く、当然その指導員は職業インストラクターである。
日本では心肺蘇生法講習は慈善事業として行われてきた歴史があるため、交通費名目での安価な報酬で済まされており（安価といえども兼業規定に抵触するのは間違いない）、適切な報酬の兼業規定問題は、今後問題として顕在化していく部分であろう。

## 「日本支部」表記問題
ホームページなどで「アメリカ心臓協会日本支部」と銘打っていたが、アメリカ心臓協会においてはアメリカの領土以外に支部は存在しない(アメリカ国内の学術団体なため)。
おそらくは日本の国際トレーニングセンターとして「日本支部」と銘打っていたわけであるが、アメリカ心臓協会の支部ではない。
現在日本国内においてアメリカ心臓協会と契約している国際トレーニングセンターは日本ACLS協会以外に他に8団体が存在する。
「日本支部」と表記することによりそれら他の団体をも統括するかのような誤解、さらには本当にアメリカ心臓協会直下の在外支部であると言う誤解を招いていたのも事実である。2008年にはホームページにおいて「アメリカ心臓協会日本支部」との表記を突如として消去したが、そのことについての公式なアナウンスは出されていない。

## 修了カード・資格互換性問題
2009年9月現在、日本国内にはAHA ECC教育を行う認可団体（国際トレーニングセンター）が7つあり、それぞれのトレーニングセンターの独自裁量で、AHA国際資格を認定している。AHAの国際基準によれば、世界中どこのトレーニングセンターが発行した修了カード・資格も同一資格であり、国際的な互換性が銘打たれている。それに基づき国内のほとんどのトレーニングセンターは他センターとの資格の互換を認めており、自由な移籍や他センターでのインストラクター活動を認めているが、日本ACLS協会だけは頑なに他団体との連携・互換性を拒んでいる。これにより日本国内のAHAインストラクターの活動が制限されているのは事実であり、蘇生教育普及を阻む要因としても問題となっている。またアメリカ心臓協会国際規約への抵触も懸念される。

## インストラクター流出問題
日本循環器学会がアメリカ心臓協会と契約し、日本循環器学会国際トレーニングセンター(JCS-ITC)を設立したため、そちらに多数のインストラクターが流出することになった。
また国内においてAHAと契約しているその他の団体も質量ともに規模を大きくしつつあり、そちらに移籍するインストラクターは後を絶たない。
それゆえ今まで以上にインストラクターが不足しがちになってしまっている。

## 組織概要
- 代表者 医療法人上善会 かりゆし病院 境田 康二(理事長)
- 本部所在地 千葉県船橋市湊町2-5-1　アイカワビルディング4F

## 沿革
- 2002年（平成14年）　NPO法人日本ACLS協会設立

## その他の日本国内AHA国際トレーニングセンター
- 日本小児集中治療研究会
- 日本医療教授システム学会(JSISH)トレーニングセンター
- 日本循環器学会
- 福井県済生会病院
- 国際救命救急協会
- 日本BLS協会

## その他の日本国内AHAトレーニングセンター
- AMR-Japan (アメリカ本土と同じカードを取得可能)